# Eduardo Arens
Eduardo Arens Kückelkorn, S.M. (*Dresde, 18 de enero de 1943 -  ) es un sacerdote católico perteneciente a la Sociedad de María (Marianistas).

## Biografía
Nació el 18 de enero de 1943, en Dresde, Alemania. Hijo de Eduardo Arens (peruano) y Anita Kuckelkorn (alemana). Luego del bombardeo de su ciudad natal viaja con sus padres al Perú, donde creció, estudiando en el Colegio Champagnat. Ingresó a los Marianistas en 1961.
Estudió matemáticas y filosofía en Saint Mary´s University de San Antonio (Texas), donde obtuvo el Bachillerato en 1965. Tras tres años de docencia escolar, realizó sus estudios de teología, con especialización en la Biblia, en la Universidad de Friburgo en Suiza, en la cual se recibió de Licenciado en 1973. Sus estudios de postgrado y tesis los hizo en la prestigiosa "École Biblique et Arquéologique Francaise" en Jerusalén, 1973-75, la cual presentó a la Universidad de Friburgo, con el título "The Elthon-sayings in the Synoptic Tradition" (summa cum laude).
De regreso en Lima, enseñó Sagrada Escritura en la Facultad de Teología (1976-1980), donde fue Profesor Auxiliar hasta su renuncia, por razones personales. Desde 1977 hasta la fecha, se desempeña como profesor principal de Sagrada Escritura en el Instituto Superior de Estudios Teológicos "Juan XXIII" (ISET), en Lima. Ha tenido años sabáticos en 1988-1989 y 2000-2001 en la Universidad de Tubingen situada en Alemania.

"Me prohibieron dar misa por dos años, pero mi sacerdocio no gira alrededor de la liturgia. Hay muchas maneras de celebrar la comunidad, de hacer reino de Dios."
Eduardo Arens Kückelkorn. 2012.

Es miembro de la Studiorum Novi Testamenti Societas de Cambridge, y de la "Catholic Biblical Association" de Washington D. C. Desde 1997 es miembro de la asociación civil "Integridad", que lucha contra la corrupción. Ha sido invitado a dictar charlas y cursos en Argentina, Bolivia, Chile, Paraguay, México, Colombia, España, Italia e Irlanda. Una de sus pasiones es la radioafición (OA4JR), pasatiempo que cultiva desde su juventud.

## Obras
Es autor de más de una docena de libros relacionados con la Biblia, y de muchos artículos.
Los más conocidos, aparte de su tesis, son:
- "La Biblia sin mitos".
- "Los evangelios ayer y hoy".
- "Asia Menor en tiempos de Pablo, Lucas y Juan".
- "El humor de Jesús y la alegría de los discípulos".
- "Han sido llamados a la libertad". Carta a los Gálatas.
- "Apocalipsis. La fuerza de la esperanza".
- "¿Hasta que la muerte los separe? El divorcio según el Nuevo Testamento".

Actualmente reside en la Parroquia Santa María Reina, en Lima, Perú.